# Ilusión de Poggendorff

Una línea recta negra y otra roja son interrumpidas por un rectángulo gris oscuro. La línea azul, en vez de la línea roja, parece ser la continuación de la negra, lo que se demuestra claramente que no es cierto en la segunda imagen. La ilusión produce un cambio de posición aparente de la parte inferior de la línea.

La ilusión de Poggendorff es un tipo de ilusión óptico-geométrica que implica la percepción errónea de la posición de la prolongación de un segmento inclinado al otro lado de un rectángulo oscuro que lo interrumpe. Debe su nombre a Johann Christian Poggendorff (editor de la revista que publicó las figuras ideadas por Johann Karl Friedrich Zöllner), quien la descubrió en 1860 al observar los dibujos que sirvieron para ilustrar la conocida actualmente como ilusión de Zöllner. La magnitud de la ilusión depende de la configuración del rectángulo que oculta el segmento y de la naturaleza de sus fronteras.
Muchos estudios detallados de la ilusión, incluyendo la "amputación" de algunos de sus componentes, apuntan a su causa principal: los ángulos agudos en la figura son incorrectamente observados por los espectadores al ser extendidos mentalmente a través de la zona oscura, aunque la ilusión disminuye o desaparece cuando el segmento interrumpido es horizontal o vertical. Se sabe que otros factores también están implicados en esta ilusión.